# Касаткин, Андрей Георгиевич
Андре́й Гео́ргиевич Каса́ткин (25 августа 1903 — 5 июня 1963) — советский химик-технолог, лауреат Сталинской премии 2-й степени в 1951 году.

## Биография
Родился в 1903 году в деревне Григорково, Ковровского уезда, Владимирской губернии, Российская империи (ныне город Камешково). В 1929 году окончил Московский химико-технологический институт им. Д. И. Менделеева по специальности полупродукты и красители. С 1930 года начал вести занятия по процессам аппаратам химической технологии. Работал там же, с 1939 года профессор, одновременно в тресте «Анилпроект» (1933—1937) и народном комиссариате химической промышленности СССР (1937—1947, с 1942 года заместитель народного комиссара), Бюро по металлургии и химии при Совете Министров СССР (1947—1949), Государственном комитете Совета Министров СССР по науке и технике (1949—1951, заместителем председателя), Комитете стандартов при Совете Министров СССР (с 1951 заместитель председателя).
Во время Великой Отечественной войны командировался Сталиным к Черчиллю для организации противохимической обороны и контратаки. Успех переговоров был закреплен публичным предупреждением Германии, с которым выступил Черчилль: «Хочу заверить Вас в том, что Правительство Его Величества будет рассматривать всякое использование ядовитых газов как оружия против России точно так же, как если бы это оружие было направлено против нас самих». Также в годы ВОВ А. Г. Касаткин занимался освоением и организацией производства прозрачной брони (награжден орденом Ленина) и обеспечением поставок боеприпасов (награжден орденом Отечественной войны I степени). После Победы помогал с подготовкой таких учёных как В. В. Кафаров, Ю. И. Дытнерский, В. М. Лекае, С. З. Каган.
С 1945 года — участник атомного проекта СССР. Информация о разработке США атомного оружия в рамках Манхэттенского проекта ускорила работы по созданию советской ядерной бомбы. Решением СНК СССР было образовано Первое главное управление (ПГУ), которое по сути представляло собой особую отрасль оборонной промышленности и занималось созданием ядерного оружия в сверхсжатые сроки. С 30 августа 1945 года Андрей Георгиевич Касаткин становится заместителем начальника ПГУ.
Основные работы посвящены изучению массообменных процессов и аппаратов. Разработал методы расчета абсорбционных, ректификационных и экстракционных колонн, широко используемые в инженерной практике. Создал первый в СССР вузовский курс процессов и аппаратов химической технологии. Автор книги «Основные процессы и аппараты химической технологии» (1935, 9-е издание в 1973), переведённой на многие иностранные языки.
Жена — Касаткина Ольга Ивановна (24.07.1903-25.05.1966), дочь — Касаткина Людмила Андреевна (01.01.1927-22.09.2019)